# دندان‌اره خالدار
دندان‌اره خال‌دار (نام علمی: Prionodon pardicolor) نام یک گونه از سرده دندان‌اره‌های آسیایی است.